# Смирнов, Виталий Фрильевич
Виталий Фрильевич Смирнов (род. 25 октября 1978, Свердловск) — узбекистанский легкоатлет, специалист по многоборьям. Выступал за сборную Узбекистана по лёгкой атлетике в 2000-х годах, чемпион Азии, серебряный призёр Азиатских игр, победитель и призёр первенств национального значения, участник двух летних Олимпийских игр. Также известен как тренер по лёгкой атлетике, главный тренер сборной Краснодарского края.

## Биография
Виталий Смирнов родился 25 октября 1978 года в Свердловске.
Впервые заявил о себе в лёгкой атлетике на международном уровне в сезоне 1997 года, когда вошёл в состав узбекской национальной сборной и побывал на юниорском азиатском первенстве в Бангкоке, откуда привёз награду бронзового достоинства, выигранную в программе десятиборья.
Начиная с 2002 года выступал среди элитных спортсменов, в частности стал шестым на чемпионате Азии в Коломбо и четвёртым на Азиатских играх в Пусане.
В 2003 году на чемпионате Азии в Маниле с личным рекордом в 8021 очко превзошёл всех своих соперников и завоевал золотую медаль. На последовавшем чемпионате мира в Париже закрыл десятку сильнейших.
Благодаря череде удачных выступлений удостоился права защищать честь страны на летних Олимпийских играх 2004 года в Афинах — набрал в сумме всех дисциплин десятиборья 7993 очка, расположившись в итоговом протоколе соревнований на 17-й строке.
После афинской Олимпиады Смирнов остался в составе легкоатлетической команды Узбекистана на ещё один олимпийский цикл и продолжил принимать участие в крупнейших международных стартах. Так, в 2005 году он отметился выступлением на чемпионате мира в Хельсинки — неудачно выступил здесь в беге на 100 метров, не получив в данной дисциплине ни одного очка, и досрочно завершил выступление.
В 2006 году стал серебряным призёром на Азиатских играх в Дохе, уступив в десятиборье только представителю Казахстана Дмитрию Карпову.
В 2007 году участвовал в чемпионате Азии в Аммане и в чемпионате мира в Осаке.
В 2008 году занял четвёртое место в семиборье на чемпионате Азии в помещении в Дохе. Находясь в числе лидеров узбекской национальной сборной, благополучно прошёл отбор на Олимпийские игры в Пекине — на сей раз провалил все попытки в прыжках в длину и снялся с соревнований после трёх этапов.
Впоследствии работал тренером по лёгкой атлетике в Центре олимпийской подготовки по лёгкой атлетике в Краснодаре, занимал должность главного тренера сборной Краснодарского края. Женат на известной российской многоборке Татьяне Черновой.